# 忒梯斯
忒梯斯（羅馬化：Tēthýs）希腊神话中的提坦神之一，海神俄刻阿诺斯的姐姐与妻子。

## 子女
忒梯斯和俄刻阿诺斯生下了三千名河神－波塔摩斯（單數：Ποταμός／複數：Ποταμοί，河流）與三千名海洋的海仙女－俄刻阿尼得斯（單數：Ὠκεανίς／複數：Ὠκεανίδαι，海洋）每一個都代表著某條小溪、河流、水潭、湖泊或者大海，甚至是地下的水體。

## 赫拉的保姆
在泰坦大戰時，瑞亞把年幼的赫拉帶給夫妻倆人養育成人。赫拉曾將和她的丈夫宙斯「偷情」的卡莉斯托時把變成一頭母熊，日後宙斯把卡莉斯托和她的兒子阿爾卡斯變為天體上的大熊星座和小熊星座，赫拉來到忒梯斯的住處並且聲稱卡莉斯托破壞她和宙斯之間的感情，忒梯斯在不知道事情的真正經過讓大熊星座和小熊星座無法落到海平線下。

## 婚姻
無論是荷馬還是赫西俄德都稱忒梯斯爲環流大洋神——俄刻阿诺斯之妻。

## 字義
希臘語Τηθύς，是從名詞τήθη而來，意思是“祖母”，-ύς是中性名詞詞綴，可當男人名或女人名。在《伊里亞德》中，荷馬稱歐開諾斯為眾神之祖，忒梯斯為眾神之祖母。
注意不要把忒梯斯与阿喀琉斯的母亲忒提斯（Θέτις）弄混。

## 天文
天文学上用来称呼土卫三，距离土星第八远的土星卫星。

## 地球科學
- 古代海洋的名字由來。